# مطار جيدا
مطار جيدا هو مطار للاستخدام العام يقع بالقرب من جيدا في إقليم البطحة في تشاد.

## روابط خارجية
- سجل مطار جيدا في Landings.com